# Smole
Smole je priimek več znanih Slovencev:
- Albin Smole (1883—1968), pravnik (oče Janka in Jožeta Smoleta)
- Andrej Smole (1800—1840), trgovec, zbiratelj in zapisovalec slovenskih pesmi, Prešernov prijatelj
- Anže Smole, biolog, biomedicinec, imunolog
- Avgust Smole (1893—?), puškar
- Barica Smole (*1948), pisateljica, literarna urednica
- Brane Smole, arhitekt
- Branka Smole (*1962), novinarka, gledališčnica (Jesenice)
- Dominik Smole (1929—1992), dramatik, dramaturg, gledališčnik
- Emil Smole (1927—1982), umetnostni zgodovinar, konservator, muzealec
- Franc Smole (*1956), elektronik, univ. profesor
- Franc Smole, psiholog, dr.
- France (Franjo) Smole (1909—1996), slikar samouk
- Ivan Smole (*1935), gozdar, fitocenolog
- Janko Smole (1921—2010), gospodarstvenik, bančnik in politik
- Jože Smole (1927—1996), novinar in politik
- Jože Smole (*1955), tekstilni tehnolog, gospodarstvenik, menedžer
- Jože Smole (*1965), kolesar
- Jožef Smole (1701—?), šolnik
- Julija Smole (1930—2018), agronomka, sadjarka, univ. profesorica
- Jurij Smole (*1965), kipar, tehnolog (ALU)
- Maja Smole (*1968), otroška pisateljica
- Majda Smole (1919—1989), zgodovinarka in arhivarka
- Majda Sfiligoj-Smole (*1952), tekstilna tehnologinja, univ. profesorica
- Marko Smole (1964—2024), podjetnik, pesnik, etnolog; konzul ...
- Matic Smole (*1992), športnik
- Sonja Smole Možina (*1963), mikrobiologinja, živilska tehnologinja, prof. BF
- Tanja Smole Cvelbar (*1949), kiparka
- Vera Smole (*1960), jezikoslovka dialektologinja, univ. profesorica
- Viktor Smole (1842—1885), mecen